# Ангер, Рудольф
Рудольф Ангер (2 июня 1806, Дрезден — 10 октября 1866, Бад-Эльстер, Саксония) — немецкий протестантский богослов, педагог, философ, профессор богословия Лейпцигского университета, доктор философии (1829), доктор богословия (1845).

## Биография
Сын директора школы.
С 1824 г. изучал философию и богословие в Лейпцигском университете. В 1829 году получил степень доктора философии. С 1830 года преподавал в Лейпцигском университете, получил степень доктора богословия в 1845 году. В 1846 г. занял место экстраординарного, а в 1856 г. — ординарного профессора богословия. Был деканом богословского факультета Лейпцигского университета в 1861/1862 годах.
Читал курс лекции по Ветхому и Новому Завету, а также систематическое богословие.
Особенно замечательны были его труды в области библейских наук. Его исходною точкою зрения был умеренный, критический рационализм.
Из его сочинений заслуживают упоминания: «Ueber den Laodicenerbrief» (Лейпциг, 1843), «Chronologie des Lehramts Christi» (Лейпциг, 1848), «Synopsis evangeliorum Matthaei, Marci, Lucae» (Лейпциг, 1852).

## Избранные труды
- De temporum in actis apostolorum ratione caput I. 1833.
- Ueber den Laodicenerbrief. 1843.
- Beiträge zur historisch-kritischen Einleitung in das Alte und Neue Testament. Leipzig 1843.
- De Onkelo, chaldaico, quem ferunt, pentateuchi paraphraste, et quid ei rationis intercedat cum Akila, graeco Veteris Testamenti interprete, Part. I. De Akila. 1845.
- Particula II. «De Onkelo quid memoriae sit proditum». 1846.
- Chronologie des Lehramts Christi. 1848.
- Synopsis evangeliorum Matthaei, Marci, Lucae. 1852.